# بيتر لويس باول
بيتر لويس باول هو عالم الإنسان كندي، ولد في 1902 في Woodstock 23 ‏ في كندا، وتوفي في 25 أغسطس 1989 في Carleton County, New Brunswick ‏ في كندا.